# Оберег (фильм)
«Оберег» (укр. Оберіг) — советский художественный фильм 1991 года режиссёра Николая Рашеева, мистическая драма с элементами фильма ужасов.

## Сюжет
Двое братьев из далёкого полесского села перебрались в Киев в поисках лучшей доли. Один из них сразу оказывается в водовороте жизни, другой — на её обочине. После загадочной смерти первого из них, его дело продолжает другой. Однако на его пути к вершине возникает помеха — постепенно он превращается в настоящего вурдалака.

## В ролях
- Валерий Гаркалин — человек-волк
- Александр Буреев
- Оксана Калиберда
- Наталья Егорова
- Анатолий Адоскин
- Станислав Молганов
- Галина Долгозвяга
- Сергей Дворецкий

## История создания
Режиссёр Николай Рашеев, известный по комедийным фильмам, берётся за съёмки фильма «Оберег». В отличие от его предыдущих работ, «Оберег» был не комедией, а настоящим фильмом ужасов с социалистическим налётом и долей абсурда. Фильм стал не только последним в его фильмографии, но и шедевром, который имел шансы получить культовый статус. Для этого в ленте было и правда много всего: увлекательный сюжет, яркий «герой нашего времени», превращение в оборотня, вечное для украинской истории противостояние между городом и селом, социальная критика, но главное — «Оберег» выглядел настоящим слепком эпохи, моментом перехода от советской ментальности к новым безумным 90-м.
«Оберег» снимали долго, деньги на его производство искали еще дольше, несколько раз оно было приостановлено. Сначала фильм спонсировала московская компания «Нерв». Таким образом удалось отснять полчаса хронометража, позже компания прекратила финансирование фильма. Затем появилась компания ТПО «Хета», которой также довольно быстро было приостановлено финансирование. Последнее было весьма распространённым делом в 90-х, когда вовсю процветало так называемое «кооперативное кино».

## Судьба фильма
Когда фильм был доснят, никто так и не выпустил его в прокат. В этом не были заинтересованы ни сами продюсеры, ни кинотеатры. «Оберег» показали в нескольких киноклубах Украины, а после — в ночное время на канале УТ-1. Так один из самых необычных украинских фильмов 90-х фактически остался без своего зрителя.
7 июля 2021 года после презентации книги Николая Рашеева на 6-м этаже Национального центра Александра Довженко состоялся показ фильма «Оберег». 10 октября 2021 года фильм был показан в киноклубе «Oldschool» в рамках программы малоизвестного украинского кино «Неизвестные 90-е» (укр. Невідомі 90-ті). Через год после смерти Николая Рашеева 8 июля 2022 года украинский кинотеатр Kino42 совместно с «Довженко-Центром» показал фильм в рамках киноцикла редкого украинского кино «Странное, причудливое, фантастическое» (укр. Дивне, химерне, фантастичне) и 16 сентября 2022 года на 2-м Международном кинофестивале короткого метра 4:3 в Ивано-Франковске. В последний раз его показали 5 октября 2022 года на «Worm» в Роттердаме.
Одна из копий фильма ныне хранится в Национальном центре Александра Довженко, а его материалы — в Российском государственном архиве литературы и искусства. 26 мая 2023 года усилиями участников Discord-сервера «Утерянные медиа Wiki» и группы «From Outer Space» фильм был найден и опубликован во ВКонтакте.